# Miroslav Kobza
Miroslav Kobza (* 7. dubna 1969 Zábřeh) je moravský novinář, fotograf, spisovatel, rozhlasový dokumentarista, dramaturg, textař a hudebník.

## Biografie
Narodil se v Zábřeze. Absolvoval Střední odborné učiliště elektrotechnické v Mohelnici, obor elektromechanik v letech 1983–1986 a následně studoval Střední školu pro pracující tamtéž, obor silnoproudá elektrotechnika, kde maturoval v roce 1988. Následně neúspěšně studoval VUT Brno, obor silnoproudá elektrotechnika. 
Začínal jako dělník v elektrovýrobě, později pracoval jako vrchní kotelník, energetik a vodohospodář. Od roku 1993 působil krátce jako referent odboru Životního prostředí na MěÚ Zábřeh. V roce 1993 začal spolupracovat s regionálním týdeníkem Region, v roce 1994 se stal šéfredaktorem šumperské mutace tohoto týdeníku. Od roku 1997 působil jako redaktor regionálního týdeníku Moravský sever. 
Už před rokem 2000 externě spolupracoval s Českým rozhlasem v Olomoucii. V roce 2002 se stal zaměstnancem Českého rozhlasu, kde působil jako vedoucí nově vznikající Slovesné a literární redakce. Po jejím zrušení v roce 2014 působí ve stejné firmě jako redaktor publicistiky.
Kromě výše uvedených publikoval v mnoha regionálních i celostátních médiích.

## Rozhlasová tvorba
Jako publicista působí zejména v oblasti Šumperska, Jesenicka, Bruntálska, částečně i Uničovska, Litovelska a Konicka. V rozhlasové tvorbě se věnuje hodně historii Moravy a Slezska a památkám. Soustavně mapuje technické památky regionu, přírodní zajímavosti a osobnosti kraje. 
Je autorem rozhlasového cyklu Od Pradědu na Hanou, který Český rozhlas vysílá od roku 2002 doposud. Rozhlasových pohlednic z obcí, měst, ale i přírody, míst zapomenutých i známých, bylo odvysíláno už více než 2500 dílů. V roce 2020 za tento pořad získal zvláštní ocenění v soutěži  Média na pomoc památkám.
Je autorem několika rozhlasových her a dramatizací. Jako dramaturg se podílel na vzniku mnoha rozhlasových adaptací literárních děl. 
Napsal předlohu pro 14 dílný cyklus pohádek z oblasti severozápadní Moravy "Povídánky od nitěných knoflíků". Knižně vyšlo v olomouckém nakladatelství Poznání v roce 2014.
Vytvořil několik desítek dokumentů a publicistických koláží. K nejvýznamnějším patří například cyklus Tepny krajiny, Slezsko, země zapomenutá, či díly z cyklů Toulky krajem, Přímo z místa. Ze solitérních děl například dokumenty: Po stopách stařičkého mocnáře, který je biografickým pohledem na osobnost císaře Františka Josefa I. či črta ze života slezského barda Viktora Emanuela Heegera Z Bruntálu na Grossglockner, případně hudební pásmo Moja milá paní, které je vzpomínkou na Deža Ursinyho. 
Za rozhlasovou tvorbu obdržel 21. dubna 2022 Cenu Olomouckého kraje za přínos v oblasti kultury v kategorii film, rozhlas a televize za rok 2020.

## Fotografie

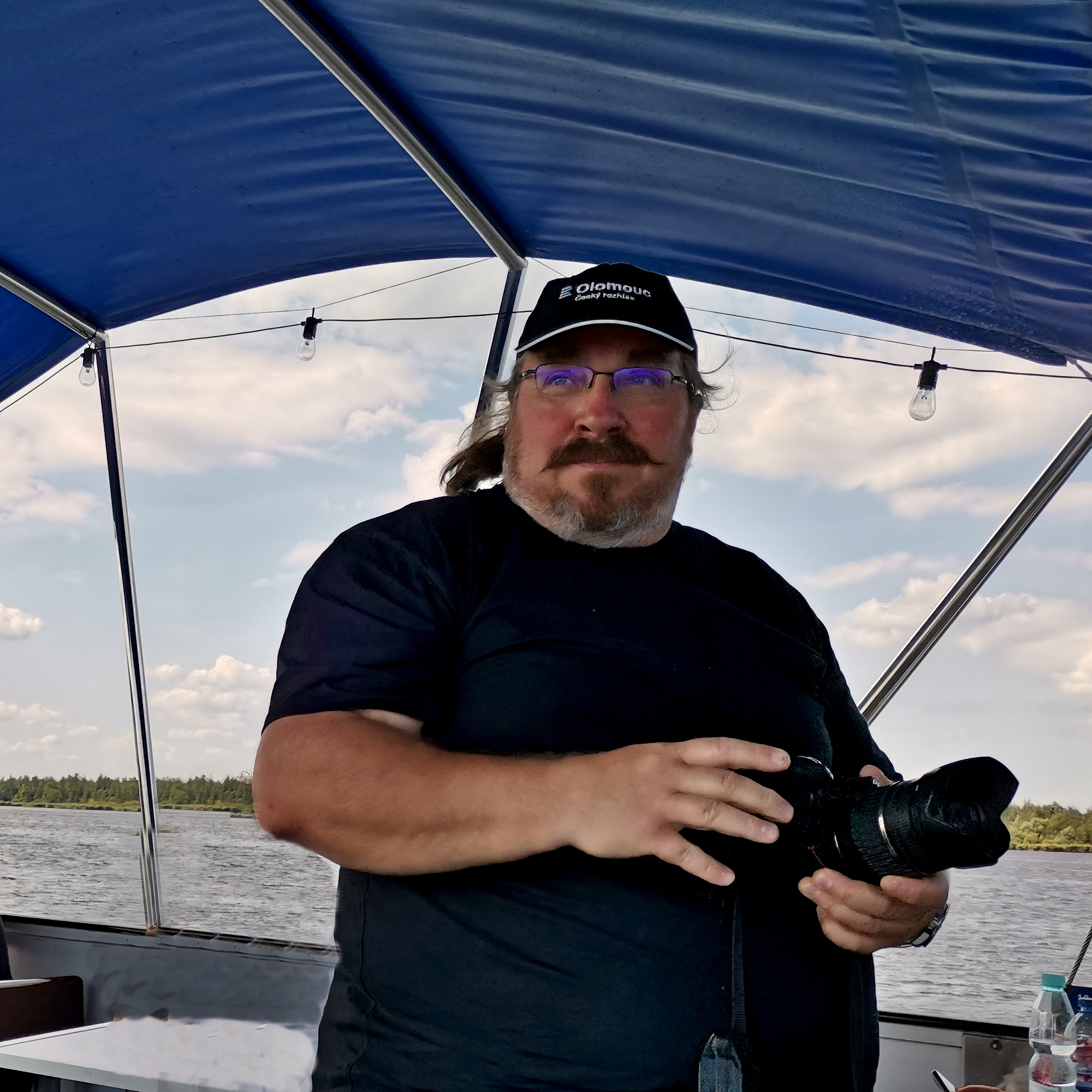
Miroslav Kobza 2023

Fotografuje od mladých let. Vzhledem ke svému povolání se věnoval nejčastěji reportážní fotografii. Vystavoval v několika galeriích ať už samostatně nebo s dalšími autory. Jeho fotografie se nacházejí v soukromých sbírkách a byly použity v desítkách periodik, na webu i k tisku mnoha publikací např. pro Mezinárodní komisi pro ochranu Odry před znečištěním atd. 

## Hudba
Přestože v mládí navštěvoval Lidovou školu umění obor housle, tvrdí, že to je jediný strunný nástroj, na který neumí. Hraje na kytaru, mandolínu, baskytaru a také na foukací harmoniku. Od mládí působil v několika kapelách od rocku, přes folk až po country. Skládá písňové texty nejen pro sebe a svou kapelu, ale i pro jiné interprety
V roce 2009 založil skupinu Beerbikersband, která později změnila název na Wilsne! Hrají autorskou hudbu na pomezí folku, rocku, blues a dalších žánrů na jejíž tvorbě se podílí a působí též jako zpěvák a kapelník. 